# Radmila Bakočević
Radmila Bakočević (Gučun, Lučani, Regne de Iugoslàvia, 5 de gener de 1933), és una soprano operística sèrbia que va tenir una carrera d'òpera internacional important entre 1955 i 1982. Durant la seva carrera, va cantar als teatres d'òpera més importants del món, incloent-hi actuacions arreu d'Europa, d'Amèrica del Nord i del Sud. Durant la seva carrera va establir una llarga relació contractual amb dos importants teatres d'òpera: el Teatre Nacional de Belgrad i l'Òpera de l'Estat de Viena.
Com a soprano spinto, Bakočević va cantar un ample repertori d'obres d'entre els segles XVII i XX. Ha estat particularment brillant representant les heroïnes de Puccini i Verdi heroïnes, com també molt admirada per les d'òperes de Strauss i de Wagner. També va cantar un bon nombre d'òperes russes i txeques, de compositors com ara Rimski-Kórsakov, Smetana, i Txaikovski. Va cantar només dues funcions en francès; la Giulietta de Les contes d'Hoffmann de Jacques Offenbach i la Marguerite del Faust de Charles Gounod. Poseia una veu prou flexible com per emprendre diversos papers del bel canto de Bellini i Donizetti.

## Vida i carrera
Va estudiar a l'Acadèmia de Música de Belgrad (actualment Universitat de les Arts de Belgrad) amb Nikola Cvejić, continuant més tard els seus estudis a l'escola per a joves cantants d'òpera de La Scala de Milà. Va fer el seu debut d'òpera professional en 1955 al Teatre Nacional de Belgrad fent la Mimi de La Bohème de Giacomo Puccini. En aquest teatre es va convertir en una cantant assídua, fins a principis de la dècada del 1980.
En 1958 Bakočević va guanyar el segon premi del Concurs Internacional d'Artistes Joves de Belgrad. En 1962 va guanyar el Concurs Internacional de Cant de Ginebra i en 1964 el Concurs Internacional de Cant de Lieja. La seva participació en aquest concurs va cridar l'atenció de la comunitat d'òpera internacional i aviat va ser contractada per a actuar en teatres punters d'òpera.
En 1967 Bakočević va fer el seu debut al Teatre Líric Giuseppe Verdi de Trieste fent l'Olga de La donzella de Pskov de Nikolai Rimski-Kórsakov. Aquell mateix any va ser contactada per l'Òpera de l'Estat de Viena on va cantar regularment durant la temporada de 1982 els papers de Minnie en La fanciulla del West, de Puccini, la Elisabetta del Don Carlos de Giuseppe Verdi i la Maddalena de Andrea Chénier d'Umberto Giordano, entre molts altres. Va fer el seu debut a l'Òpera de San Francisco el 15 d'octubre de 1968 fent la Leonora de Il trovatore de Verdi. Va ser contractada pel Metropolitan Opera de Nova York per a la temporada 1968-1969, cantant la Cio-Cio-San de Madama Butterfly de Puccini, Leonora de Il trovatore, Marguerite de Faust, Micaela de Carmen i Mimì de La Bohème. En 1969 va fer la seva primera aparició al Deutsche Oper de Berlín fent la Maria de l'òpera Mazeppa de Txaikovski.
En 1972 Bakočević va fer el seu debut a París a l'Òpera Garnier fent la Norma de Vincenzo Bellini. Aquest mateix paper el va cantar a La Scala de Milà en desembre del mateix any tot substituint la soprano barcelonina Montserrat Caballé, per malaltia d'aquesta. Va tornar moltes vegades a París al llarg de la dècada del 1970, actuant en tots els teatres principals de la ciutat. En 1973 va fer el seu debut amb la Philadelphia Lyric Opera Company fent l'Amelia de Un ballo in maschera de Verdi amb Plácido Domingo i Bernabé Martí alternant-se en el paper de Riccardo, Cornell MacNeil fent de Renato, Lili Chookasian com Ulrica i Patricia Wise com Oscar. La seva darrera representació operística va tenir lloc en 1982 en el paper principal de Turandot de Puccini, al Deutsche Oper am Rhein. Aquest paper el va repetir a Dublín en desembre de 1986.
Bakočević va aparèixer entre 1965 i 1982 en molts altres teatres, incloent-hi l'Òpera Estatal Bavaresa, el Teatre Bolxoi, el Grand Théâtre de Bordeaux, el Grand Théâtre de Genève, l'Òpera Estatal d'Hamburg, l'Òpera Nacional d'Hongria, La Fenice de Venècia, el Gran Teatre del Liceu de Barcelona, l'Òpera Nacional de París, el Palacio de Bellas Artes de Mèxic, l'Òpera Nacional Polonesa, l'Òpera Nacional Romanesa de Bucarest, el Teatro Colón de Buenos Aires, el Teatro Comunale de Florència, el Teatro dell'Opera de Roma, el Teatro di San Carlo de Nàpols, el Teatro Massimo de Palerm, el Teatro Nacional de São Carlos de Lisboa, el Teatro Regio de Parma i el Teatro Regio de Torí, entre d'altres.
Altres papers que Bakočević va interpretar en escena durant la seva carrera van ser: Adriana de Adriana Lecouvreur de Francesco Cilea, Aida de Verdi, Amelia en Simon Boccanegra de Verdi, Antonida en Una vida pel tsar de Mikhaïl Glinka, Beatrice Beatrice di Tenda de Bellini, Cherubino en Les noces de Fígaro de Mozart, Desdemona en Otello de Verdi, Elisabetta en Roberto Devereux de Gaetano Donizetti, Elisabeth en Tannhäuser de Wagner, Elvira en Ernani de Verdi, Giulietta en Les contes d'Hoffmann d'Offenbach, Iolanta de Txaikovski, Jarosvslavna en El príncep Ígor d'Alexander Borodín, Leonora La forza del destino de Verdi, Lisa en La dama de piques de Txaikovski, Manon en Manon Lescaut de Puccini, Marie en La núvia venuda de Bedřich Smetana, Mlada en Dalibor de Smetana, Pauline en Igrok de Serguei Prokófiev, Poppea en L'incoronazione di Poppea de Claudio Monteverdi, Salome de Richard Strauss, Tatiana d'Eugeni Oneguin de Tchaikovsky, Violetta de La traviata de Verdi i Giorgietta de Il tabarro de Puccini.
El 26 de gener de 1972 va participar en el Gran Teatre del Liceu en l'homenatge a l'empresari del teatre Joan Antoni Pàmias, una gala lírica amb una impressionant llista de cantants, entre ells Montserrat Caballé, Giacomo Lauri-Volpi, Josep Carreras, Pedro Lavirgen, Dídac Monjo, Jaume Aragall i Raimon Torres.
Després de retirar-se dels escenaris, Bakočević ha treballat com a professora de cant en diverses universitats. Actualment és un membre de la facultat de cant de la Universitat de les Arts de Belgrad, on també va ser canceller de l'escola de 1998 a 2000. És també una membre de l'Associació d'Artistes Musicals de Sèrbia.
Va estar casada amb el polític serbi Aleksandar Bakočević (1928-2007), alcalde de Belgrad i President de l'Assemblea Nacional de la República Sèrbia.